# Mikulov v Krušných horách (železniční zastávka)
Mikulov v Krušných horách je železniční zastávka na neelektrizované jednokolejné Moldavské horské dráze. Zastávka se nachází při okraji obce
Mikulov.

## Popis
V zastávce je jedna kolej s nekrytým nástupištěm délky 110 metrů a výškou nástupní hrany 250 mm nad temenem kolejnice. Spěšné vlaky v zastávce staví na znamení. Na zastávce není čekárna ani přístřešek, který by cestujícím poskytl ochranu před nepříznivým počasím. Součástí zastávky byla budova, ta je však v soukromém vlastnictví a není cestujícím přístupná. Bezprostředně za zastávkou trať pokračuje do Mikulovského tunelu.